# Grand Prix de la côte étrusque 2016
La 21e édition du Grand Prix de la côte étrusque a eu lieu le 7 février 2016. La course fait partie du calendrier UCI Europe Tour 2016 en catégorie 1.1. C'est également la première épreuve de la Coupe d'Italie de cyclisme sur route 2016.
L'épreuve a été remportée lors d'un sprint de onze coureurs par le Slovène Grega Bole (Nippo-Vini Fantini) respectivement devant les Italiens Francesco Gavazzi (Androni Giocattoli-Sidermec) et Diego Ulissi (Lampre-Merida).

## Présentation

### Équipes
Classé en catégorie 1.1 de l'UCI Europe Tour, le Grand Prix de la côte étrusque est par conséquent ouvert aux WorldTeams dans la limite de 50 % des équipes participantes, aux équipes continentales professionnelles, aux équipes continentales et aux équipes nationales.
Dix-huit équipes participent à ce Grand Prix de la côte étrusque - une WorldTeam, cinq équipes continentales professionnelles, onze équipes continentales et une équipe nationale :
| UCI WorldTeam   | UCI WorldTeam | UCI WorldTeam |
| Nom de l'équipe | Pays          | Code          |
| --------------- | ------------- | ------------- |
| Lampre-Merida   | Italie        | LAM           |

| Équipes continentales professionnelles | Équipes continentales professionnelles | Équipes continentales professionnelles |
| Nom de l'équipe                        | Pays                                   | Code                                   |
| -------------------------------------- | -------------------------------------- | -------------------------------------- |
| Androni Giocattoli-Sidermec            | Italie                                 | AND                                    |
| Bardiani CSF                           | Italie                                 | BAR                                    |
| Gazprom-RusVelo                        | Russie                                 | GAZ                                    |
| Nippo-Vini Fantini                     | Italie                                 | NIP                                    |
| Southeast-Venezuela                    | Italie                                 | STH                                    |

| Équipes continentales   | Équipes continentales | Équipes continentales |
| Nom de l'équipe         | Pays                  | Code                  |
| ----------------------- | --------------------- | --------------------- |
| Amore & Vita-Selle SMP  | Ukraine               | AMO                   |
| Christina Jewelry       | Allemagne             | SGT                   |
| Cycling Academy         | Israël                | CAT                   |
| D'Amico Bottecchia      | Italie                | AZT                   |
| Felbermayr Simplon Wels | Autriche              | RSW                   |
| GM Europa Ovini         | Italie                | GME                   |
| Meridiana Kamen         | Croatie               | MKT                   |
| Minsk CC                | Biélorussie           | MCC                   |
| Norda-MG.Kvis           | Italie                | NMG                   |
| Tirol                   | Autriche              | TIR                   |
| Unieuro Wilier          | Italie                | UNI                   |

| Équipe nationale          | Équipe nationale | Équipe nationale |
| Nom de l'équipe           | Pays             | Code             |
| ------------------------- | ---------------- | ---------------- |
| Équipe nationale d'Italie | Italie           | ITA              |

### Primes
Les vingt prix sont attribués suivant le barème de l'UCI,. Le total général des prix distribués est de 14 477 €.
| Position | 1er     | 2e      | 3e      | 4e    | 5e    | 6e    | 7e    | 8e    | 9e    | 10e à 20e |
| Prix     | 5 785 € | 2 895 € | 1 445 € | 715 € | 580 € | 433 € | 433 € | 287 € | 287 € | 147 €     |

## Classements

### Classement final
| Classement final | Classement final  | Classement final | Classement final            | Classement final   |
|                  | Coureur           | Pays             | Équipe                      | Temps              |
| ---------------- | ----------------- | ---------------- | --------------------------- | ------------------ |
| 1er              | Grega Bole        | Slovénie         | Nippo-Vini Fantini          | en 4 h 40 min 36 s |
| 2e               | Francesco Gavazzi | Italie           | Androni Giocattoli-Sidermec | m.t                |
| 3e               | Diego Ulissi      | Italie           | Lampre-Merida               | m.t                |
| 4e               | Andrea Fedi       | Italie           | Southeast-Venezuela         | m.t                |
| 5e               | Giulio Ciccone    | Italie           | Bardiani CSF                | m.t                |
| 6e               | Igor Boev         | Russie           | Gazprom-RusVelo             | m.t                |
| 7e               | Matteo Busato     | Italie           | Southeast-Venezuela         | m.t                |
| 8e               | Edoardo Zardini   | Italie           | Bardiani CSF                | m.t                |
| 9e               | Stefan Schumacher | Allemagne        | Christina Jewelry           | m.t                |
| 10e              | Stephan Rabitsch  | Autriche         | Felbermayr Simplon Wels     | m.t                |
| modifier         |                   |                  |                             |                    |

### UCI Europe Tour
Ce Grand Prix de la côte étrusque attribue des points pour l'UCI Europe Tour 2016, par équipes seulement aux coureurs des équipes continentales professionnelles et continentales, individuellement à tous les coureurs sauf ceux faisant partie d'une équipe ayant un label WorldTeam.
| Position           | 1er | 2e | 3e | 4e | 5e | 6e | 7e | 8e | 9e | 10e | 11e | 12e | 13e à 15e | 16e à 25e |
| Classement général | 125 | 85 | 70 | 60 | 50 | 40 | 35 | 30 | 25 | 20  | 15  | 10  | 5         | 3         |

## Liste des participants
- Liste de départ complète

| Légende | Légende                                                                      | Légende | Légende                                                    |
| ------- | ---------------------------------------------------------------------------- | ------- | ---------------------------------------------------------- |
| Num     | Dossard de départ porté par le coureur sur ce Grand Prix de la côte étrusque | Pos     | Position à l'arrivée de la course                          |
|         | Indique un maillot de champion national ou mondial, suivi de sa spécialité   | NP      | Indique un coureur qui n'a pas pris le départ de la course |
| AB      | Indique un coureur qui n'a pas terminé la course                             | HD      | Indique un coureur qui a terminé la course hors des délais |

| Southeast-Venezuela STH                | Southeast-Venezuela STH | Southeast-Venezuela STH |
| -------------------------------------- | ----------------------- | ----------------------- |
| Num                                    | Coureur                 | Pos                     |
| 1                                      | Manuel Belletti (ITA)   | 31e                     |
| 2                                      | Matteo Busato (ITA)     | 7e                      |
| 3                                      | Andrea Fedi (ITA)       | 4e                      |
| 4                                      | Samuele Conti (ITA)     | AB                      |
| 5                                      | Filippo Pozzato (ITA)   | 41e                     |
| 6                                      | Enrique Sanz (ESP)      | 14e                     |
| 7                                      | Mirko Trosino (ITA)     | AB                      |
| 8                                      | Eugert Zhupa (ALB)      | 29e                     |
| Directeur sportif : Giuseppe Di Fresco |                         |                         |

| Lampre-Merida LAM                | Lampre-Merida LAM        | Lampre-Merida LAM |
| -------------------------------- | ------------------------ | ----------------- |
| Num                              | Coureur                  | Pos               |
| 11                               | Diego Ulissi (ITA)       | 3e                |
| 12                               | Mattia Cattaneo (ITA)    | NP                |
| 13                               | Kristijan Đurasek (CRO)  | AB                |
| 14                               |                          |                   |
| 15                               | Ilia Koshevoy (BLR)      | AB                |
| 16                               | Manuele Mori (ITA)       | AB                |
| 17                               | Przemysław Niemiec (POL) | 40e               |
| 18                               |                          |                   |
| Directeur sportif : Bruno Vicino |                          |                   |

| Équipe nationale d'Italie ITA      | Équipe nationale d'Italie ITA | Équipe nationale d'Italie ITA |
| ---------------------------------- | ----------------------------- | ----------------------------- |
| Num                                | Coureur                       | Pos                           |
| 21                                 | Simone Consonni (ITA)         | 13e                           |
| 22                                 | Filippo Ganna (ITA)           | 68e                           |
| 23                                 | Francesco Lamon (ITA)         | AB                            |
| 24                                 | Davide Ballerini (ITA)        | 71e                           |
| 25                                 | Riccardo Minali (ITA)         | 70e                           |
| 26                                 | Edoardo Affini (ITA)          | AB                            |
| 27                                 | Oliviero Troia (ITA)          | AB                            |
| 28                                 | Francesco Castegnaro (ITA)    | 87e                           |
| Directeur sportif : Marino Amadori |                               |                               |

| Androni Giocattoli-Sidermec AND     | Androni Giocattoli-Sidermec AND | Androni Giocattoli-Sidermec AND |
| ----------------------------------- | ------------------------------- | ------------------------------- |
| Num                                 | Coureur                         | Pos                             |
| 31                                  | Francesco Gavazzi (ITA)         | 2e                              |
| 32                                  | Alberto Nardin (ITA)            | AB                              |
| 33                                  | Marco Frapporti (ITA)           | 35e                             |
| 34                                  | Luca Pacioni (ITA)              | AB                              |
| 35                                  | Daniele Ratto (ITA)             | 26e                             |
| 36                                  | Mirko Selvaggi (ITA)            | 37e                             |
| 37                                  | Alessio Taliani (ITA)           | 27e                             |
| 38                                  | Davide Viganò (ITA)             | 12e                             |
| Directeur sportif : Giovanni Ellena |                                 |                                 |

| Bardiani CSF BAR                    | Bardiani CSF BAR                 | Bardiani CSF BAR |
| ----------------------------------- | -------------------------------- | ---------------- |
| Num                                 | Coureur                          | Pos              |
| 41                                  | Giulio Ciccone (ITA)             | 5e               |
| 42                                  | Alessandro Tonelli (ITA)         | 11e              |
| 43                                  | Luca Chirico (ITA)               | 18e              |
| 44                                  | Stefano Pirazzi (ITA)            | 43e              |
| 45                                  | Simone Sterbini (ITA)            | 75e              |
| 46                                  | Francesco Manuel Bongiorno (ITA) | 25e              |
| 47                                  | Edoardo Zardini (ITA)            | 8e               |
| 48                                  | Lorenzo Rota (ITA)               | 32e              |
| Directeur sportif : Bruno Reverberi |                                  |                  |

| Nippo-Vini Fantini NIP               | Nippo-Vini Fantini NIP     | Nippo-Vini Fantini NIP |
| ------------------------------------ | -------------------------- | ---------------------- |
| Num                                  | Coureur                    | Pos                    |
| 51                                   | Grega Bole (SLO)           | 1er                    |
| 52                                   | Pierpaolo De Negri (ITA)   | 15e                    |
| 53                                   | Eduard-Michael Grosu (ROU) | 28e                    |
| 54                                   | Iuri Filosi (ITA)          | 30e                    |
| 55                                   | Riccardo Stacchiotti (ITA) | 42e                    |
| 56                                   | Antonio Viola (ITA)        | 84e                    |
| 57                                   | Genki Yamamoto (JPN)       | AB                     |
| 58                                   | Gianfranco Zilioli (ITA)   | 24e                    |
| Directeur sportif : Stefano Giuliani |                            |                        |

| Gazprom-RusVelo GAZ                       | Gazprom-RusVelo GAZ       | Gazprom-RusVelo GAZ |
| ----------------------------------------- | ------------------------- | ------------------- |
| Num                                       | Coureur                   | Pos                 |
| 61                                        | Ivan Savitskiy (RUS)      | 22e                 |
| 62                                        | Igor Boev (RUS)           | 6e                  |
| 63                                        | Sergey Nikolaev (RUS)     | 65e                 |
| 64                                        | Artem Nych (RUS)          | 21e                 |
| 65                                        | Mamyr Stash (RUS)         | 20e                 |
| 66                                        | Andrey Solomennikov (RUS) | 54e                 |
| 67                                        | Roman Kustadinchev (RUS)  | AB                  |
| 68                                        | Aydar Zakarin (RUS)       | 77e                 |
| Directeur sportif : Aliaksandr Kuschynski |                           |                     |

| Unieuro Wilier UNI               | Unieuro Wilier UNI        | Unieuro Wilier UNI |
| -------------------------------- | ------------------------- | ------------------ |
| Num                              | Coureur                   | Pos                |
| 71                               | Alessandro Malaguti (ITA) | 62e                |
| 72                               | Giovanni Carboni (ITA)    | 38e                |
| 73                               | Mattia Frapporti (ITA)    | 72e                |
| 74                               | Matteo Malucelli (ITA)    | 64e                |
| 75                               | Enrico Salvador (ITA)     | 66e                |
| 76                               | Marco Tecchio (ITA)       | AB                 |
| 77                               | Mattia Viel (ITA)         | 46e                |
| 78                               | Alex Turrin (ITA)         | 19e                |
| Directeur sportif : Marco Milesi |                           |                    |

| Tirol TIR                         | Tirol TIR                   | Tirol TIR |
| --------------------------------- | --------------------------- | --------- |
| Num                               | Coureur                     | Pos       |
| 81                                | Florian Schipflinger (AUT)  | 69e       |
| 82                                | Benjamin Brkic (AUT)        | AB        |
| 83                                | Clemens Fankhauser (AUT)    | AB        |
| 84                                | Sebastian Schönberger (AUT) | 48e       |
| 85                                | Martin Weiss (AUT)          | 47e       |
| 86                                | Alexander Wachter (AUT)     | AB        |
| 87                                | Dennis Paulus (AUT)         | 76e       |
| 88                                | Markus Freiberger (AUT)     | 73e       |
| Directeur sportif : Srečko Glivar |                             |           |

| Amore & Vita-Selle SMP AMO           | Amore & Vita-Selle SMP AMO | Amore & Vita-Selle SMP AMO |
| ------------------------------------ | -------------------------- | -------------------------- |
| Num                                  | Coureur                    | Pos                        |
| 91                                   |                            |                            |
| 92                                   |                            |                            |
| 93                                   | Marco Zamparella (ITA)     | AB                         |
| 94                                   | Paolo Lunardon (ITA)       | 78e                        |
| 95                                   | Danilo Celano (ITA)        | AB                         |
| 96                                   | Pierpaolo Ficara (ITA)     | 17e                        |
| 97                                   | Redi Halilaj (ALB) (Route) | 53e                        |
| 98                                   | Yukinori Hishinuma (JPN)   | 92e                        |
| Directeur sportif : Francesco Frassi |                            |                            |

| Felbermayr Simplon Wels RSW       | Felbermayr Simplon Wels RSW | Felbermayr Simplon Wels RSW |
| --------------------------------- | --------------------------- | --------------------------- |
| Num                               | Coureur                     | Pos                         |
| 101                               | Daniel Auer (AUT)           | 74e                         |
| 102                               | Markus Eibegger (AUT)       | 16e                         |
| 103                               | Stephan Rabitsch (AUT)      | 10e                         |
| 104                               | Daniel Schorn (AUT)         | 51e                         |
| 105                               | Daniel Biedermann (AUT)     | 67e                         |
| 106                               | Andreas Walzel (AUT)        | 91e                         |
| 107                               | Johannes Schinnagel (GER)   | 79e                         |
| 108                               | Lukas Zeller (AUT)          | 85e                         |
| Directeur sportif : Harald Wisiak |                             |                             |

| Minsk CC MCC                         | Minsk CC MCC                | Minsk CC MCC |
| ------------------------------------ | --------------------------- | ------------ |
| Num                                  | Coureur                     | Pos          |
| 111                                  | Siarhei Papok (BLR)         | 39e          |
| 112                                  | Stanislau Bazhkou (BLR)     | AB           |
| 113                                  | Kanstantin Klimiankou (BLR) | 44e          |
| 114                                  | Anton Ivashkin (BLR)        | AB           |
| 115                                  | Raman Ramanau (BLR)         | 55e          |
| 116                                  | Andrei Piashkun (BLR)       | 90e          |
| 117                                  | Aleh Ahiyevich (BLR)        | AB           |
| 118                                  | Alexei Piashkun (BLR)       | AB           |
| Directeur sportif : Ruslan Pidgornyy |                             |              |

| Meridiana Kamen MKT                     | Meridiana Kamen MKT               | Meridiana Kamen MKT |
| --------------------------------------- | --------------------------------- | ------------------- |
| Num                                     | Coureur                           | Pos                 |
| 121                                     | Davide Mucelli (ITA)              | 34e                 |
| 122                                     | Emanuel Kišerlovski (CRO) (Route) | AB                  |
| 123                                     | Mateo Franković (CRO)             | 86e                 |
| 124                                     | Josip Čerkez (BIH)                | AB                  |
| 125                                     | Uroš Repše (SLO)                  | AB                  |
| 126                                     | David Jabuka (CRO)                | AB                  |
| 127                                     | Paolo Rigo (CRO)                  | AB                  |
| 128                                     | Michele Viola (ITA)               | 49e                 |
| Directeur sportif : Mariano Giallorenzo |                                   |                     |

| GM Europa Ovini GME                  | GM Europa Ovini GME    | GM Europa Ovini GME |
| ------------------------------------ | ---------------------- | ------------------- |
| Num                                  | Coureur                | Pos                 |
| 131                                  | Ivan Balykin (RUS)     | 45e                 |
| 132                                  | Federico Borella (ITA) | AB                  |
| 133                                  | Andrea Di Renzo (ITA)  | AB                  |
| 134                                  | Antonio Di Sante (ITA) | 82e                 |
| 135                                  | Fabrizio Galeno (ITA)  | AB                  |
| 136                                  | Rossano Mauti (ITA)    | AB                  |
| 137                                  | Gianmarco Rossi (ITA)  | AB                  |
| 138                                  | Matteo Rotondi (ITA)   | 50e                 |
| Directeur sportif : Dmitri Nikandrov |                        |                     |

| Cycling Academy CAT                | Cycling Academy CAT            | Cycling Academy CAT |
| ---------------------------------- | ------------------------------ | ------------------- |
| Num                                | Coureur                        | Pos                 |
| 141                                | Guy Gabay (ISR)                | 60e                 |
| 142                                | Chris Butler (USA)             | 52e                 |
| 143                                | Emanuel Piaskowy (POL)         | 80e                 |
| 144                                | Ľuboš Malovec (SVK)            | 63e                 |
| 145                                | Marko Pavlic (SLO)             | AB                  |
| 146                                | Daniel Turek (CZE)             | AB                  |
| 147                                | Guillaume Boivin (CAN) (Route) | 36e                 |
| 148                                | Luis Lemus (MEX)               | AB                  |
| Directeur sportif : Nicki Sørensen |                                |                     |

| Norda-MG.Kvis NMG                   | Norda-MG.Kvis NMG             | Norda-MG.Kvis NMG |
| ----------------------------------- | ----------------------------- | ----------------- |
| Num                                 | Coureur                       | Pos               |
| 151                                 | Gian Marco Di Francesco (ITA) | 33e               |
| 152                                 | Nicola Gaffurini (ITA)        | 61e               |
| 153                                 | Michele Gazzara (ITA)         | 23e               |
| 154                                 | Stefano Nardelli (ITA)        | AB                |
| 155                                 | Niccolò Salvietti (ITA)       | 58e               |
| 156                                 | Michele Scartezzini (ITA)     | AB                |
| 157                                 | Giacomo Giuliani (ITA)        | AB                |
| 158                                 | Matteo Occhialin (ITA)        | AB                |
| Directeur sportif : Maurizio Frizzo |                               |                   |

| D'Amico Bottecchia AZT                  | D'Amico Bottecchia AZT | D'Amico Bottecchia AZT |
| --------------------------------------- | ---------------------- | ---------------------- |
| Num                                     | Coureur                | Pos                    |
| 161                                     | Francesco Baldi (ITA)  | 57e                    |
| 162                                     | Pietro Di Genova (ITA) | 88e                    |
| 163                                     | Nicola Genovese (ITA)  | 89e                    |
| 164                                     | Davide Leone (ITA)     | 83e                    |
| 165                                     | Iltjan Nika (ALB)      | 59e                    |
| 166                                     |                        |                        |
| 167                                     |                        |                        |
| 168                                     |                        |                        |
| Directeur sportif : Pasquale Di Roberto |                        |                        |

| Christina Jewelry SGT             | Christina Jewelry SGT    | Christina Jewelry SGT |
| --------------------------------- | ------------------------ | --------------------- |
| Num                               | Coureur                  | Pos                   |
| 171                               | Stefan Schumacher (GER)  | 9e                    |
| 172                               | Julian Schulze (GER)     | AB                    |
| 173                               | Moritz Fussnegger (GER)  | AB                    |
| 174                               | John Mandrysch (GER)     | 56e                   |
| 175                               | Kai Kautz (GER)          | AB                    |
| 176                               | Georg Loef (GER)         | AB                    |
| 177                               | Joshua Stritzinger (GER) | 81e                   |
| 178                               | Arnold Fiek (GER)        | AB                    |
| Directeur sportif : Lavio Siviero |                          |                       |